# Спрингвил (Ајова)
Спрингвил (енгл. Springville) град је у америчкој савезној држави Ајова. По попису становништва из 2010. у њему је живело 1.074 становника.

## Демографија
Према попису становништва из 2010. у граду је живело 1.074 становника, што је -17 (-1.6%) становника више него 2000. године.
| Група             | 2000.         | 2010.         |
| Белци             | 1.069 (98,0%) | 1.060 (98,7%) |
| Афроамериканци    | 0 (0,0%)      | 1 (0,1%)      |
| Азијати           | 7 (0,6%)      | 2 (0,2%)      |
| Хиспаноамериканци | 6 (0,5%)      | 3 (0,3%)      |
| Укупно            | 1.091         | 1.074         |